# Trafic sexuel aux États-Unis
Le trafic sexuel aux États-Unis est le trafic sexuel, une forme de traite des êtres humains et d'exploitation sexuelle de personnes à des fins commerciales, qui se produit sur le territoire des États-Unis. Le trafic sexuel englobe le transport de personnes en recourant à la coercition, la duperie ou la force, pour en livrer les victimes à des conditions d'exploitation, proches de l'esclavage ; ces actes sont souvent associés au crime organisé.
Selon certaines estimations, deux tiers des victimes de ce trafic sur le territoire des États-Unis possèdent la nationalité du pays. La plupart des victimes qui sont nées à l'étranger sont entrées légalement sur le sol américain en présentant divers visas. Le département d'État des États-Unis estime que chaque année, entre 15 000 et 50 000 femmes et jeunes filles entrent sur le territoire pour être livrées au trafic.

## Définition
Selon la législation des États-Unis, le trafic sexuel est une forme de traite des êtres humains et d'exploitation sexuelle de personnes à des fins commerciales. Le trafic sexuel englobe le recours à la coercition, la duperie ou la force, pour en livrer les victimes à des conditions d'exploitation, proches de l'esclavage. Dans le cas des mineurs, la loi américaine que toute prestation sexuelle tarifée correspond au trafic sexuel, indépendamment du recours à des contraintes.

## Histoire
Les premiers colons européens arrivés aux États-Unis se composent en majorité d'hommes et certains recourent à la contrainte pour se procurer des épouses. Des femmes autochtones sont souvent capturées pour faire l'objet d'une transaction ou d'une vente ou pour devenir des épouses. Des femmes européennes démunies sont forcées de migrer contre leur gré aux États-Unis.[réf. souhaitée] Les femmes esclaves sont souvent victimes de viols ou contraintes de s'accoupler avec d'autres esclaves pour accroître la population. De nombreuses femmes esclaves (surnommées fancy maids) sont vendues aux enchères à des fins de concubinage ou de prostitution, trafic que les habitants locaux désignent sous le nom de fancy trade,.

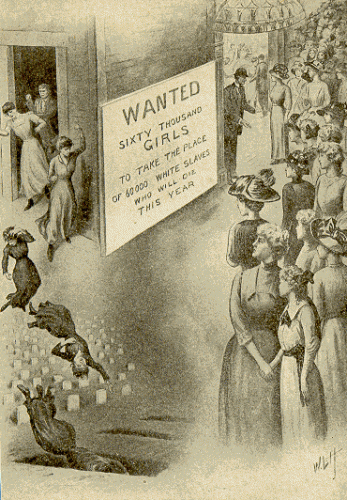
Appel à la vigilance contre la traite des Blanches, début du XXe siècle.

Au XIXe siècle, les bordels sont légaux, implantés et disponibles dans les quartiers chauds de toutes les villes, même de dimensions modestes. Avec le développement de l'urbanisation et l'arrivée de jeunes femmes sur le marché du travail, il est devenu plus facile de courtiser (en) une femme sans la surveillance d'un chaperon. Pendant les dernières décennies du XIXe siècle se fait jour une opposition croissante contre la prostitution pratiquée ouvertement. En parallèle de ces évolutions sociales naît, dans les années 1907-1912, une panique morale au sujet de l'« esclavage blanc » (c'est-à-dire la traite des Blanches), expression désignant les femmes blanches, anglo-américaines, contraintes de se prostituer. De nombreuses communautés nomment des commissions chargées des mœurs pour évaluer l'étendue locale de la prostitution, pour déterminer si les prostituées agissent librement ou si elles soient contraintes, et dans quelle mesure ce commerce est organisé par des bandes criminelles. Une autre initiative importante à l'échelle locale est la fermeture des bordels et des quartiers chauds. Entre 1910 et 1913, de nombreuses villes ferment les lieux de tolérance et obligent les bordels à fermer leurs portes.
À l'échelle nationale, le gouvernement fédéral réagit : en 1910, le Congrès des États-Unis adopte le Mann Act, qui érige en délit pénal grave l'acte de transporter des femmes entre plusieurs États aux fins de « prostitution, débauche ou autres buts immoraux ». L'objectif premier de la loi vise à régler le problème de la prostitution, de l'immoralité et de la traite des êtres humains, surtout quand celle-ci s'inscrit dans la prostitution. Toutefois, selon certains auteurs, cette législation exclut les victimes qui n'étaient pas de jeunes femmes blanches : les femmes de couleur sont souvent critiquées, arrêtées et incarcérées.
Comme un nombre croissant de femmes sont victimes de traite depuis l'étranger, les États-Unis votent des lois sur l'immigration pour empêcher des étrangers d'entrer sur le territoire ; c'est ainsi que sont promulgués l'Emergency Quota Act de 1921 et l'Immigration Act of 1924, afin d'empêcher l'afflux de migrants venus d'Europe et d'Asie. À partir de ces lois sur l'immigration dans les années 1920, la traite des êtres humains n'est plus considérée comme un problème majeur avant les années 1990,.
En 1921, par la Société des Nations, est signée la Convention internationale pour la répression de la traite des femmes et des enfants qui assigne de nouveaux objectifs aux efforts internationaux pour juguler la traite des êtres humains ; en premier lieu, cette convention confère une reconnaissance officielle au mouvement de lutte contre la traite des êtres humains ; elle établit également un cadre administratif pour enquêter sur le problème et s'y attaquer. La Commission consultative de la traite des femmes et des enfants devient un organe consultatif permanent au sein de la SDN. Neuf pays en sont membres, ainsi que plusieurs organisations non gouvernementales. Une étape importante dans la lutte est la mise en œuvre d'un système de rapports annuels parmi les pays membres, qui forment leurs propres administrations centralisées pour enregistrer et signaler la traite des femmes et des enfants. Par ailleurs, la commission consultative s'efforce de développer le champ de ses recherches et de ses programmes d'intervention au-delà des États-Unis et de l'Europe. En 1929, les autorités reconnaissent la nécessité de porter cette lutte au Proche-Orient (Asie Mineure), au Moyen-Orient et en Asie. Les autorités centrales prévoient une conférence internationales en Asie en 1937, mais aucune nouvelle initiative n'est prise à la fin des années 1930.

## Législations
Divers éléments du droit pénal, tant au niveau des États individuels qu'au niveau fédéral, permettent d'assigner en justice les auteurs de trafic sexuel. En outre, la loi Victims of Trafficking and Violence Protection Act, adoptée en l'an 2000, offre des protections vis-à-vis des procédures d'immigration aux victimes de trafic sexuel si elles ne disposent pas d'un permis de séjour sur le territoire.

### Loi fédérale
Par la loi Act 18 U.S.C. § 1591 du Code des États-Unis, il est illégal de recruter, attirer, obtenir, procurer, déplacer ou héberger une personne, ou de bénéficier des activités énoncées, en sachant que ces activités conduiront la personne en question à participer à des actes sexuels tarifés, si cette personne a moins de 18 ans ou si elle agit sous l'emprise de la force, de la fraude ou de la coercition,. Cette loi ne s'applique qu'à la traite des personnes entre différents États du pays.

#### Surveillance du trafic sexuel
Chaque année, le département d'État des États-Unis publie le Rapport sur le trafic des personnes, qui dresse le bilan des avancées, aux États-Unis et ailleurs, dans la lutte contre les réseaux de traite des êtres humains, dans l'arrestation des principaux trafiquants et dans les secours apportés aux victimes,,

#### Trafficking and Violence Protection Act of 2000
En l'an 2000, le Congrès des États-Unis adopte la loi Victims of Trafficking and Violence Protection Act of 2000 (TVPA), qui renforce les services proposés aux victimes de violence, les capacités des organismes chargés de l'application des lois dans la lutte contre les violences infligées aux femmes et aux enfants et la sensibilisation contre la traite des êtres humains. La TVPA peut aussi récolter des fonds au bénéfice des victimes pour les soigner et leur procurer un logement, de la nourriture, une formation et des prêts financiers.
Les individus coupables de trafic sexuel sont passibles de vingt années d'emprisonnement. En 2006, 109 criminels avaient été condamnés sur l'ensemble du pays.
Sous la présidence de George W. Bush, le procureur général John Ashcroft applique avec sévérité la TVPA. La loi est reconduite en 2004, 2006 et 2008. Elle fixe les conditions d'octroi d'un permis de séjour spécial pour les victimes, appelé le T visa : le ou la bénéficiaire doit admettre et prouver qu'il ou elle a été victime de trafic et il ou elle doit coopérer avec les autorités pour assigner en justice le trafiquant. Les anciennes victimes de trafic sexuel peuvent résider sur le territoire américain pendant trois ans puis demander une carte de résident permanent aux États-Unis. Même si, chaque année, 5 000 T visas sont disponibles, en 2006 seuls 1 000 ont été accordés. En raison de barrières liées aux langues et à la culture, de leur sentiment de honte, du manque d'information sur leurs droits et des craintes de représailles, les victimes refusent souvent d'assigner en justice les auteurs du trafic. Si ces victimes ne possèdent pas de titre de séjour, elles redoutent par ailleurs d'être expulsées. Le Congrès n'a pas reconduit la TVPA en 2011.
À l'échelle internationale, la TVPA instaure des critères que les gouvernements de pays tiers se doivent d'appliquer pour recevoir une aide des États-Unis dans la lutte contre la traite des êtres humains.

### Lois des États
Chaque État des États-Unis possède sa propre réglementation pour régler les problèmes de traite des êtres humains dans son périmètre. Les poursuites contre les trafiquants peuvent s'appuyer soit sur des lois spécifiques au trafic sexuel, soit sur d'autres lois, comme celles qui interdisent la prestation de services sexuels, notamment celles qui interdisent tous les abus sexuels et la séquestration des victimes d'infractions sexuelles.
Dans 31 États, les victimes de trafic sexuel encourent des peines relatives aux actes illicites qu'elles ont commis sous la contrainte.

## Bilan de la situation dans les années 2000-2020
En raison de la nature clandestine du trafic sexuel, il est très difficile de le quantifier : les trafiquants et les exploiteurs tiennent à dissimuler leurs activités et les victimes sont réticentes à aborder le sujet. En 2019, environ deux tiers des victimes de traite des êtres humains sur le sol américain possèdent la nationalité américaine. La plupart des victimes qui sont nées à l'étranger sont entrées légalement sur le sol américain en présentant divers visas, sans savoir ce qui les attend après avoir franchi la frontière : beaucoup d'entre elles sont attirées par de fausses promesses avant d'être prises au piège ; elles peuvent aussi entendre des menaces de représailles contre leurs familles.
En 2001, le département d'État des États-Unis estime qu'entre 50 000 et 100 000 femmes et jeunes filles sont, chaque année, conduites aux États-Unis dans le cadre de la traite des êtres humains. En 2003, le rapport du département d'État estime qu'au total, entre 18 000 et 20 000 personnes sont entrées sur le sol national pour y être livrées soit au travail forcé, soit à l'exploitation sexuelle. Le rapport de juin 2004 estime que chaque année, le nombre de personnes victimes de traite s'élève à une fourchette comprise entre 14 500 et 17 500 personnes. L'administration Bush crée 42 groupes de travail au département de la Justice et verse près de 150 millions de dollars dans l'intention de juguler la traite. Néanmoins, dans les sept années qui suivent le vote de la loi, l'administration n'a identifié que 1 362 victimes de traite entrées aux États-Unis depuis l'an 2000, soit très peu des 50 000 victimes (voire davantage) annoncées par le gouvernement.
En 2006, le San Francisco Chronicle annonce qu'au XXIe siècle, des femmes — principalement issues d'Amérique du Sud, d'Asie du Sud-Est et de l'ex-Union soviétique — sont conduites contre leur gré aux États-Unis à des fins d'esclavage sexuel. Un récit publié par ABC News en 2006 précise que, contrairement à certains préjugés, des ressortissants américains peuvent aussi se trouver piégés par contrainte dans l'esclavage sexuel.
D'après une enquête menée par l'université de Pennsylvanie en 2001, entre 100 000 et 300 000 enfants américains risquent d'être, à tout moment, en danger d'exploitation en raison de facteurs comme l'usage de stupéfiants, la situation de sans-abri ou d'autres facteurs corrélés à une majorité du risque de tomber dans l'exploitation sexuelle à des fins commerciales (ESEC). Toutefois, la même étude souligne : « les chiffres proposés dans ces statistiques ne peuvent, par conséquent, refléter la quantité réelle de cas d'ESEC aux États-Unis ; ils renvoient aux enfants qui risquent d'être piégés dans l'ESEC ». L'un des auteurs de cette analyse, Richard J. Estes, précise qu'elle repose sur des données remontant à 25 ans et qu'elle est périmée car le monde des années 1900 « était très différent de celui dans lequel nous vivons aujourd'hui ». D'après une enquête de l'université du New Hampshire annonce que « seuls » 1 700 enfants déclarent avoir participé à la prostitution. L'un des auteurs de l'enquête, David Finkelhor, commente : « comme le nombre de fugues du domicile a baissé, je ne saurais dire que ces données reflètent la situation actuelle ». Les personnes dites « de couleur » sont elles aussi fortement exposées au risque de trafic sexuel en raison du manque d'information, de la peur, du manque de confiance, etc. Elles rencontrent souvent des obstacles pour contacter les autorités ou d'autres organismes et solliciter leur soutien à cause de la barrière des langues ou de la réglementation sur le territoire.
En 2010, le rapport sur le trafic des personnes annonce que les États-Unis sont à la fois un pays d'origine, de transit et de destination pour les hommes, les femmes et les enfants victimes de traite des êtres humains et, plus précisément, le travail forcé, la servitude pour dettes et la prostitution forcée. L'esclavage sexuel aux États-Unis peut se présenter sous de nombreuses formes et dans de nombreux lieux. Ainsi, le trafic sexuel peut être présent dans les salons de massage asiatiques, les cantina mexicaines, des bordels permanents ou dans la prostitution de rue sous le contrôle de proxénètes. L'ampleur de ce trafic fait l'objet de débats dans la communauté de lutte contre ce phénomène. Certains groupes estiment que l'exploitation est indissociable de toute prestation sexuelle tarifée tandis que d'autres adoptent un angle voulant que l'esclavage sexuel soit circonscrit aux faits perpétrés par la force, la fraude ou la coercition.
En 2014, la Commission on Civil Rights publie un rapport intitulé Sex Trafficking:  A Gender-Based Civil Rights Violation (« le trafic sexuel : une atteinte sexiste aux droits civiques »).
En mars 2019, l'université de Cincinnati communique sur le fait que ses équipes ont identifié 1 032 victimes entre 2014 et 2016 ainsi que 4 209 personnes en danger de tomber aux mains des trafiquants sur la même période.
Le gouverneur du Tennessee Bill Haslam décide, en 2019, de commuer la peine de Cyntoia Brown condamnée à vie pour meurtre. Forcée de se prostituer à l'âge de 16 ans, elle avait tué un client de 43 ans qui l'obligeait à avoir des relations sexuelles pour 150 dollars.

## Différents types de trafic sexuel
D'après une enquête menée par l'université de Californie à Berkeley pour le compte de l'association Free the Slaves, qui lutte contre le trafic, environ 46 % réduites en esclavage sur le sol des États-Unis sont forcées de se prostituer. Entre 2001 et 2007, le département de la Justice des États-Unis a assigné en justice 360 personnes accusées de traite des êtres humains et a obtenu 238 condamnations.
De janvier 2007 à septembre 2008, à l'échelle nationale, 1 229 cas de traite des êtres humains sont signalés, dont 1 018 (soit près de 83 %) portent sur le trafic sexuel. Le trafic sexuel présente une forte corrélation avec les opérations de trafic d'immigrants clandestins aux mains d'organisations criminelles basées au Mexique, en Europe de l'Est et en Asie.
Les migrants issus de pays ravagés par la violence forment des groupes de personnes déplacées et fuient leur pays en tant que réfugiés — il en va ainsi dans des pays en Asie du Sud-Est. Les circonstances qui entourent ces mouvements de population placent les victimes dans une situation où elles vivent un besoin urgent de travail et d'argent dans le pays d'accueil. Les trafiquants s'en prennent souvent aux immigrants en recourant à la duperie, par exemple en formulant des promesses fallacieuses sur l'octroi de documents autorisant le séjour. Les trafiquants peuvent aussi s'associer avec des agents corrompus des services d'immigration : en versant des pots-de-vin, ils obtiennent de faux visas et de faux passeports.
La servitude domestique représente 27 % des personnes réduites en esclavage sur le sol des États-Unis ; 10 % des victimes sont affectées à l'agriculture et 17 % à d'autres activités,.

### Exploitation sexuelle des enfants à des fins commerciales (ESEC)
En 2003, 1 400 mineurs sont arrêtés au motif de prostitution, dont 14 % ont moins de 14 ans. D'après une enquête menée par l'International Labor Union[Qui ?], les garçons risquent davantage d'être victimes de traite dans les domaines de l'agriculture, du commerce de stupéfiants et de la petite délinquance. Les filles sont plus exposées aux danger d'être asservies dans l'industrie du sexe et dans le travail domestique. En 2004, le département du Travail identifie 1 087 mineurs engagés dans un travail qui enfreint le code relatif aux métiers dangereux. La même année, 5 840 enfants travaillent en infraction aux législations sur le travail des enfants. En raison de la nature clandestine de la traite des êtres humains, il est difficile d'obtenir une image précise de l'étendue du problème.
En 2001, la School of Social Work de l'université de Pennsylvanie livre une enquête sur l'ESEC, menée dans 17 villes réparties sur l'ensemble du territoire. Même si les auteurs n'ont interrogé aucun des adolescents faisant l'objet de cette enquête, les réponses secondaires les conduisent à estimer que jusqu'à 300 000 jeunes Américains peuvent se trouver en danger de tomber dans l'exploitation sexuelle commerciale à tout moment. Toutefois, le nombre réel d'enfants victimes de prostitution est probablement bien plus faible : sur une durée de dix années, les services police n'ont reçu que 827 plaintes chaque année. Le National Institute of Justice (en) a financé des recherches menées en 2008 par le Social Networks Research Group du John Jay College of Criminal Justice et du Center for Court Innovation à New York. Ces recherches, appuyées sur les techniques d'échantillonnage boule de neige, d'analyse des réseaux sociaux, de capture - recapture et d'estimations de probabilités d'après Markov, laissent penser que la prévalence à New York d'enfants victimes d'exploitation sexuelle est nettement inférieure à 300 000 et largement supérieure à 827, deux nombres cités dans les sources les plus consultées.
Les enfants les plus fragiles sont ceux qui se trouvent sans domicile fixe et en fugue du domicile familial. Le National Runaway Switchboard annonce en 2009 qu'un tiers des jeunes en fugue en Amérique sont piégées dans la prostitution en 48 heures passées dans les rues. Néanmoins, cette déclaration voulant que la prostitution des mineurs aux États-Unis soit principalement le fait de proxénètes et d'autres trafiquants sexuels est contestée par les données de SNRG-NYC qui, lors d'une enquête de 2008 sur la ville de New York, a interrogé près de 300 personnes prostituées mineures et montre que seules 10 % des victimes sont aux mains de proxénètes. Le même groupe mène une enquête en 2012 à Atlantic City (New Jersey), avec une forte composante ethnographique, pour étudier particulièrement les relations entre les proxénètes et les adolescents participant au commerce sexuel dans les rues,. D'après cette enquête, seuls 14 % des adolescents avaient un lien avec un proxénète et ces liens étaient en général bien plus complexes, réciproques et équilibrés que les données issues des services sociaux, des associations et des articles de presse.
Les services du bureau pour l'enfance et les familles de l'État de New York estime, en 2007, que la ville de New York abrite plus de 2 000 enfants (personnes de moins de 18 ans) victimes d'exploitation sexuelle. Au moins 85 % de ces jeunes, à l'échelle nationale, s'étaient trouvés en contact avec le système d'aide à l'enfance, principalement en raison de procédures relatives aux maltraitances ou aux négligences graves. À New York, 75 % des victimes ont fréquenté une famille d'accueil. Mishi Faruqee, chargée des questions de délinquance juvénile à la Correctional Association of New York, remet en question la fiabilité de cette estimation : « nous pensons que le nombre proposé est vraiment sous-estimé ». Ses doutes sont confirmés par les estimations de SNRG-NYC sur la population de New York en 2008, selon lesquelles 3 946 mineurs sont victimes d'exploitation sexuelle. L'étude de SNRG-NYC à New York montre que sur 249 personnes prostituées mineures (48 % de jeunes filles et 45 % des jeunes hommes) au sein d'un échantillon statistique, l'âge moyen d'entrée sur le marché du sexe se situe à 15,29 ans.
En 2017, selon l'université du Texas à l'issue d'une enquête sur deux années, l'État compte 79 000 victimes de trafic sexuel. En 2018, selon KRWG News, quelque 10 000 personnes du Nouveau-Mexique sont chaque jour victimes de trafiquants.

### Trafic aux mains de proxénètes
Dans ce type de trafic, la victime est sous la coupe d'un seul proxénète, qui la contrôle physiquement, psychologiquement et/ou émotionnellement.
Certains auteurs soutiennent que les proxénètes s'assurent d'abord qu'ils obtiennent la confiance de la victime (étape du grooming) avant de la piéger dans une dépendance. Une fois que la victime se sent à son aise, le proxénète passe à la phase du seasoning, qui consiste à demander à la victime de se prêter à des actes sexuels pour le souteneur, que la victime peut exécuter car elle pense qu'il s'agit du seul moyen de conserver l'affection du trafiquant. À partir d'une première demande, les exigences évoluent et la victime peut se trouver en difficulté pour s'y soustraire, tant sur le plan physique que sur le plan psychique.
D'autres auteurs pensent que cette thèse ne montre pas la fréquence de ce scénario dans l'interaction entre le proxénète et le travailleur du sexe ; que certaines prestations sexuelles sous la coupe d'un souteneur correspondent à un trafic, mais pas l'intégralité des relations ; et enfin, que certains binômes souteneur-travailleur du sexe sont davantage basés sur la coopération et ne présentent pas un caractère entièrement fondé sur la violence et le contrôle,.

### Trafic aux mains de bandes criminelles

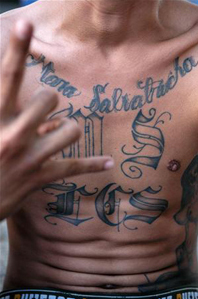
Tatouages et signes de reconnaissance du gang MS-13.

Dans le trafic aux mains de bandes criminelles, la victime est sous la coupe de plusieurs personnes. Les bandes criminelles recourent plus fréquemment au trafic sexuel, considéré comme moins risqué et plus lucratif que le trafic de stupéfiants. Une victime de trafic en bande organisée risque de subir l'exploitation par les membres du groupe et aussi d'être vendue à des tiers. Certaines bandes criminelles tatouent leurs victimes pour en revendiquer la propriété.
Les procureurs fédéraux ont assigné en justice de nombreux membres du MS-13 pour des accusations relatives au trafic sexuel. En 2011, Alonso « Casper » Bruno Cornejo Ormeno, associé du MS-13 originaire de Fairfax est condamné à 292 mois d'emprisonnement pour avoir livré des enfants à la prostitution. Il embrigadait des adolescentes à des fins de prostitution en traçant les jeunes en fugue.

### Sexe de survie
Dans le cadre du sexe de survie, la victime n'est pas toujours sous la coupe d'un tiers précis mais elle peut se croire obligée d'exécuter des prestations sexuelles qui lui permettront d'obtenir les denrées nécessaires à sa survie. Ces personnes sont considérées comme des victimes de trafic sexuel si elles n'ont pas atteint l'âge du consentement sexuel ou si elles se trouvent dans l'incapacité juridique de consentir à des actes sexuels. Ce type de trafic sexuel est défini pendant la deuxième vague féministe qui s'étend du début des années 1960 aux années 1980 aux États-Unis.

### Proxénétisme intra-familial
Dans le trafic intra-familial, la victime est sous la coupe de membres de sa famille qui la livrent à l'exploitation sexuelle en échange d'autres biens, comme des stupéfiants ou de l'argent. Par exemple, une mère peut laisser son compagnon abuser d'un enfant en échange d'un hébergement. Souvent, la mère a elle-même subi la traite des êtres humains. En général, ce comportement commence avec un membre de la famille puis d'autres s'adonnent au trafic. Le trafic intra-familial est souvent difficile à détecter car les enfants bénéficient d'une plus grande liberté, comme celle de se rendre en classe. Ils ne se rendent pas compte qu'ils sont victimes de trafic ou ils ne voient aucun moyen de s'y soustraire.

### Mariages forcés
Selon certaines estimations, des centaines de jeunes filles pakistanaises sont emmenées par avion hors de l'aire métropolitaine de New York pour atterrir au Pakistan, où elles sont vouées au mariage contre leur gré ; celles qui résistent sont victimes de coercition et de menaces. En 2015, AHA Foundation mène une enquête sur 100 élèves correspondant à ce profil dans la zone de New York ; l'analyse confirme « l'existence de conflits intra-familiaux, à la fois graves et fréquents, sur les choix relatifs au mariage dans la population [migrante issue du Moyen-Orient, de l'Afrique du Nord et de l'Asie du Sud] » et certains jeunes, vivant aux États-Unis et issus de ces communautés, subissent des problèmes relatifs au mariage forcé ». Toutefois, AHA Foundation est parvenue à instaurer un contact entre de nombreuses personnes cherchant de l'aide pour fuir ou éviter un mariage forcé d'une part, et d'autre part les services qualifiés et les agences d'application des lois. L'association américaine Unchained at Last (« enfin libre des chaînes ») assiste les femmes piégées dans des mariages forcés ou arrangés en leur proposant des conseils juridiques gratuit ainsi que d'autres ressources.
L'Église fondamentaliste de Jésus-Christ des saints des derniers jours (FLDS) est soupçonnée de faire traverser illégalement les frontières entre États à des jeunes filles mineures et d'en convoyer d'autres traverser les frontières des États-Unis avec le Canada et le Mexique pour en livrer certaines à des unions polygames non désirées et aux abus sexuels. La Gendarmerie royale du Canada soupçonne la FLDS d'avoir transporté illégalement plus de 30 jeunes filles mineures du Canada vers les États-Unis entre la fin des années 1990 et 2006 afin de les conduire à des unions polygames. Le porte-parole de la Gendarmerie du Canada, Dan Moskaluk, déclare au sujet des activités de la FLDS : « en un mot, il s'agit d'une traite des êtres humains corrélée avec des activités sexuelles illégales ». D'après le Vancouver Sun, il reste encore à déterminer si la législation canadienne de lutte contre la traite des êtres humains peut s'appliquer aux activités de la FLDS avant 2005, pour des raisons liées à l'incertitude sur la rétroactivité des lois. D'anciens membres de la FLDS disent que des enfants appartenant à la secte ont été contraints d'exécuter des actes sexuels auprès d'hommes plus âgés, sans possibilité de s'enfuir. De nombreux anciens membres y voient une situation d'esclavage sexuel, selon le Sydney Morning Herald,.

## Lieux et espaces du trafic sexuel

### Internet
Les trafiquants recourent souvent à des services informatiques interactifs pour attirer des clients vers leurs victimes. D'après la section 230 du Communications Decency Act, les services informatiques interactifs ne sont pas considérés comme responsables des contenus publiés par une tierce partie. Cette disposition offre l'anonymat aux trafiquants et l'immunité juridique aux entreprises de services informatiques. Une même victime fait souvent l'objet de communications publicitaires sur de nombreuses variantes de médias, y compris les petites annonces, les réseaux sociaux, les salons de discussion, les forums de discussion, les messages textes et par les rumeurs de rue.
Le 4 septembre 2010, le site Craigslist a fermé sa section réservée aux adultes aux États-Unis à cause des critiques et des plaintes issues de procureurs généraux affirmant que cette section facilitait la prostitution et le trafic sexuel contre des personnes mineures,. En conséquence, les offres réservées aux adultes sur d'autres sites ont augmenté. Les organismes d'application des lois ont déclaré que de nombreux trafiquants ont simplement migré vers d'autres sites quand Craigslist a fermé sa section érotique. Pour les agents de ces organismes, ce mouvement a suscité des problèmes car les nouveaux sites n'étaient pas toujours aussi coopératifs que Craigslist ou, n'étant pas localisés aux États-Unis, il devenait délicat de les assigner devant les tribunaux.
La majorité des affaires de trafic sexuel contre des mineurs signalées au National Center for Missing and Exploited Children (NCMEC) concernent des annonces publiées sur le site de petites annonces Backpage.com. Chaque mois, Backpage bloque environ 1 million de petites annonces, principalement car elles sont soupçonnées d'impliquer le trafic sexuel contre des mineurs ou la prostitution. Parmi ces contenus bloqués, le site en transmet chaque mois 400 au NCMEC qui, à son tour, alerte les organismes chargés d'appliquer les lois,. Selon le NCMEC, ces efforts sont insuffisants et Backpage encourage, sur son site, la dissémination de contenus relatifs au trafic sexuel de mineurs.
D'après les agents des organismes chargés de l'application des lois, les réseaux sociaux jouent un rôle de plus en plus important dans le trafic sexuel, en particulier Facebook et MocoSpace. Ces interfaces peuvent servir à attirer des clients vers la victimes et permettent aux trafiquants de contrôler leurs victimes et de rester en contact avec des clients potentiels. Les agences d'application des lois tendent à se concentrer sur les petites annonces et leurs connaissances ainsi que leur formation en matière de réseaux sociaux sont limitées. Des groupes sur Facebook, utilisés pour le trafic sexuel, affichent souvent des mots-clés explicites. Ces groupes peuvent offrir les services d'une jeune fille alors qu'elle n'est pas membre du groupe. Ces groupes sont principalement composés d'hommes et, peut-être, de quelques jeunes filles.
D'autres trafiquants créent leurs propres sites Internet. Ainsi, le San Diego Adult Service Provider était un site réservé à ses membres, qui s'adonnaient au trafic sexuel. Les membres devaient verser 100 dollars par mois et le dirigeant du site autorisait personnellement l'entrée de chaque membre afin d'échapper à la police. Le site ferme en 2016,.
D'après un rapport publié en 2014 par The Urban Institute, « quarante-neuf pour cent des proxénètes disent utiliser les petites annonces par Internet pour recruter des clients. À cette fin, ils investissent les sites de petites annonces en ligne, les réseaux sociaux, les forums de discussion, les salons de discussion, les sites de rencontre et des pages web personnalisées ».

### Hôtels et motels
Les hôtels et motels sont de hauts lieux du trafic sexuel à l'intérieur du pays. Les trafiquants se déplacent rapidement pour échapper aux détections et les clients préfèrent rester dans l'anonymat. Les trafiquants opérant dans des hôtels sont souvent des proxénètes et la majorité des victimes sont de nationalité américaine. De nombreux membres du personnel hôteliers ne sont pas formés à reconnaître le trafic et de nombreux propriétaires d'hôtels évitent de communiquer publiquement sur le problème car ils ne souhaitent pas que leur nom soit mêlé au trafic sexuel.
Certains hôtels ont signé le code de conduite pour la protection des enfants dans l'industrie du tourisme développé par l'Organisation non gouvernementale ECPAT ; ce Code énonce divers principes auxquels les établissements adhèrent de leur plein gré pour lutter contre la traite des êtres humains dans l'industrie du tourisme et du voyage. La chaîne Wyndham Hotels & Resorts a établi un partenariat avec Polaris Project pour développer des instruments complets de sensibilisation et de formation à destination des propriétaires d'hôtels, des hôtels franchisés, des employés et des bureaux administratifs et a établi des centres d'appels pour les sensibiliser à toutes les formes de traite des êtres humains.
Pour lutter contre ce problème, certains membres de groupes militants distribuent des tracts sur le trafic sexuel aux gardiens des hôtels. Ils leur demandent de rester vigilants s'ils voient des femmes qui semblent effrayées et dont le comportement laisse penser qu'elles sont la coupe de l'homme qui les accompagne. Certains groupes distribuent aux hôtels des savonnettes qui portent le numéro d'une centre d'appel contre le trafic sexuel.

### Salons de massage
Les personnes prostituées exerçant dans des salons de massages illégaux peuvent se trouver forcées de travailler dans des complexes résidentiels pendant de longues heures chaque jour. De nombreux clients ne comprennent pas que certaines femmes officiant dans ces salons de massages sexuels sont en réalités contraintes de se prostituer. Les victimes entrent sur le territoire américain, attirées par des promesses fallacieuses. Lourdement endettées auprès de leurs « propriétaires », elles sont contraintes de gagner suffisamment d'argent pour, un jour, « racheter » leur liberté. Dans certains cas, les femmes victimes de trafic sexuel sont obligées de subir une opération de chirurgie esthétique ou des avortements. D'après un chapitre de l'ouvrage The Slave Next Door (publié en 2009), les processus de traite des êtres humains et de réduction en esclavage sexuels n'ont aucune limite spatiale ou de classe sociale. Le chapitre conclut que les personnes composant la société doivent rester vigilantes pour signaler des comportements suspects, car la victime, sous l'emprise des abus physiques et psychologiques, est souvent incapable de se tirer d'affaire par ses propres moyens.

### Aires de parking et repos pour conducteurs de poids lourds
Les lieux d'arrêt pour les poids lourds, comme les aires de repos et les centres d'accueil, sont des espaces de trafic sexuel. Ces lieux sont souvent isolés et coupés des communautés, ce qui aide les trafiquants et les clients à ne pas se laisser repérer et pose des obstacles aux victimes souhaitant s'échapper. La nature éphémère des arrêts pour poids lourds facilitent la circulation des trafiquants qui se déplacent sans inspirer de soupçons et attirent une clientèle d'hommes qui, au terme d'un voyage, cherchent une prestation sexuelle tarifée. Ces aires pour poids lourds comportent à la fois des proxénètes indépendants qui ne cessent de déplacer leurs victimes et des bordels à destination d'une clientèle locale, souvent sous l'enseigne fallacieuse de salons de massages. Les trafiquants forcent souvent leurs victimes à offrir leurs prestations via un émetteur Citizen-band (CB), à frapper aux portes des cabines de poids lourds ou de proposer directement leurs prestations à des clients. Les victimes peuvent aussi se trouver forcées de marcher sur la voie et les clients font un appel de phares pour annoncer qu'ils sont intéressés. Les clients peuvent aussi réclamer des prestations via la CB en demandant un accompagnement tarifé.
Maints chauffeurs de poids lourds n'ont pas consciences que les prostituées sont des victimes et les considèrent comme importunes. Truckers Against Trafficking (TAT) est une association de type 501c qui forme les chauffeurs à reconnaître et à signaler des problèmes de traite des êtres humains. TAT propose divers supports de lutte contre la traite des êtres humains, disponibles facilement sur l'ensemble de la chaîne dans le domaine des poids lourds. TAT s'est associée avec des organismes d'application des lois ainsi que des sociétés de poids lourds pour doter les chauffeur de connaissances pour détecter le trafic sexuel ; certaines sociétés exigent que leurs employés y soient formés. Ces efforts ont permis de libérer des centaines de victimes. D'après le National Human Trafficking Resource Center, la majorité des chauffeurs de poids lourds qui renseignent la police ont pu détecter les indices grâce aux formations de TAT.

### Bordels

#### Bordels latino
Des bordels accueillant exclusivement des hommes latino-américains, appelés des « bordels résidentiels latinos », constituent une plaque tournante du trafic sexuel ; les victimes sont presque uniquement des femmes et des enfants issus d'Amérique latine,,. La traite de citoyens américains sur le sol national y est également présente. Ces bordels possèdent en général des sociétés clandestines dans des milieux urbains et ruraux ainsi que dans les périphéries. Ces bordels déplacent les victimes d'un lieu à un autre afin de dépister la police et d'empêcher que les victimes ne se familiarisent avec la localité.

#### Bordels légaux au Nevada
La prostitution des adultes est réglementée dans 10 comtés ruraux du Nevada. Des proxénètes clandestins créent de faux documents d'identité pour utiliser ces bordels à des fins d'exploitation des enfants,,.
Dans son enquête de 2007 intitulée Prostitution and trafficking in Nevada: making the connections, Melissa Farley propose les résultats issus de nombreux entretiens avec les patrons et les personnes prostituées des bordels ; elle estime que la plupart des personnes qui se prostituent dans les bordels sont sous la coupe de proxénètes extérieurs et qu'elles subissent régulièrement des maltraitances, tant de la part des propriétaires que des clients des établissements. Bob Herbert se rallie à son avis et déclare : « malgré la fiction voulant que ces personnes soient des "prestataires indépendantes", la plupart des personnes prostituées dites légales sont sous l'emprise de proxénètes : ceux qui sont officiellement déclarés comme gérants des bordels et, dans de nombreux cas, des proxénètes secondaires qui contrôlent tous les aspects de leurs vies (et qui récoltent la plupart de leur argent gagné légalement) ».
George Flint, qui fait pression pour l'intérêt du secteur des bordels, témoigne de son désaccord : « tout individu doté d'un brin de cervelle ou d'intelligence doit reconnaître que ces deux pratiques (prostitution légale et illégale) sont entièrement différentes. Nous ne nous livrons pas au trafic de femmes. Nous n'embauchons pas de femmes victimes de trafic. Nous ne travaillons pas avec les proxénètes. Nous traitons nos employées avec respect et dignité et nous prenons soin d'elles ». Toutefois, selon Alexa Albert, le trafic sexuel est exécuté en coopération avec les propriétaires de bordels, afin d'asseoir le contrôle sur les personnes prostituées. Bob Beers, membre de l'Assemblée du Nevada, déclare : « le propriétaire d'un bordel est une personne qui, lorsqu'on examine la question jusque dans son essence, n'est rien d'autre qu'un propriétaire d'esclaves ». Candice Trummell, directrice de la Nevada Coalition Against Sex Trafficking, estime : « Il est plus que temps que le Nevada devienne le dernier État d'Amérique à s'élever contre toutes les formes d'esclavage ».

## Actions contre le trafic
Les actions contre le trafic de femmes résident dans le durcissement de la législation pénale et des peines et dans l'amélioration de la coopération policière internationale. D'importantes campagnes visent à sensibiliser le public au problème et à toucher les décisionnaires ainsi que les victimes potentielles,,.